# Centre universitaire international de formation et de recherche dramatique
Le Centre universitaire international de formation et de recherche dramatique (CUIFERD) de Nancy est un établissement, créé en 1965,, de formation et de recherche dans le domaine du théâtre issu du Festival de théâtre de Nancy, par lequel sont passées de nombreuses personnes de théâtre (metteurs en scène, acteurs, etc.) venues de pays du monde entier.
Il a accueilli comme stagiaires et boursiers des étudiants de culture et de formation diverses voulant faire la synthèse « entre les études littéraires et le théâtre vivant »,  encourageant la diversité des formes et entretenant des rapports constants avec le public.
Au-delà du Festival de théâtre de Nancy, des personnalités comme Grotowski et Boal y ont animé des stages bien avant que leur renommée atteigne la France. 
Parmi les dirigeants, on peut relever, outre les initiateurs Jack Lang et son épouse Monique, née Buczynski, la directrice des études des années 1970, la charismatique Michelle Kokosowski,, dite Koko.

## Publication
- Théâtre & université, revue trimestrielle du Centre universitaire international de formation et de recherche dramatique de Nancy et du Festival mondial du théâtre de Nancy.